# The Wheeler Dealers
The Wheeler Dealers is een Amerikaanse romantische komedie uit 1963 onder regie van Arthur Hiller. De film, destijds in het Verenigd Koninkrijk en in Nederland uitgebracht onder de titel Separate Beds, heeft James Garner en Lee Remick in de hoofdrollen.

## Verhaal
De gewiekste olieman Henry Tyroon uit Texas leeft een zorgeloos miljonairsbestaan. Op een dag ontmoet hij bij een New Yorkse beursfirma Molly Thatcher, een aandelenhoudster die niet serieus wordt genomen door haar seksistische baas Bullard Bear. Het bedrijf waar ze voor werkt loopt slecht, en zij staat dan ook als eerstvolgende op het lijstje om ontslagen te worden. Bullard vreest voor een aanklacht over seksuele discriminatie als hij Molly ontslaat, en wijst haar daarom toe aan de onmogelijke taak om in zee te gaan met een obscuur bedrijf genaamd Universal Widgets. Hij gaat ervan uit dat ze hier niet in zal slagen en dan zal hij een geldig excuus hebben om haar te ontslaan.
De miljonair raakt halsoverkop verliefd op Molly en besluit haar te helpen met haar opdracht. Ze hebben moeite om de ontstaansgeschiedenis van het bedrijf te achterhalen; hun enige vestiging is ten tijde van de Amerikaanse Burgeroorlog platgebrand. Het bedrijf biedt geen service, en lijkt geen expliciet doel te hebben. Het enige wat op zwart-wit staat, is dat ze een groot deel van de aandelen van American Telephone & Telegraph in bezit hebben, die decennia eerder zijn gekocht toen het spotgoedkoop was. Henry negeert de wetsregels om controle proberen te krijgen over het bedrijf en wordt daarom aangeklaagd door Hector Vanson.
Nog meer conflicten ontstaan als de partners van Henry ervoor zorgen dat Molly wordt ontslagen, zodat ze meer tijd kan doorbrengen met Henry. Molly denkt dat Henry hier verantwoordelijk voor is en zweert wraak. Het koppel legt het pas bij als de partners toegeven dat zij verantwoordelijk waren voor haar ontslag. De rechtszaak wordt geseponeerd.

## Rolverdeling
| Acteur             | Personage        |
| ------------------ | ---------------- |
| James Garner       | Henry Tyroon     |
| Lee Remick         | Molly Thatcher   |
| Phil Harris        | Ray Jay Fox      |
| Chill Wills        | Jay Ray Spinelby |
| Jim Backus         | Bullard Bear     |
| Louis Nye          | Stanislas        |
| John Astin         | Hector Vanson    |
| Elliott Reid       | Leonard          |
| Pat Harrington Jr. | Buddy Zack       |
| Joey Forman        | Buster Yarrow    |
| Pat Crowley        | Eloise Cott      |
| Charles Watts      | J.R.             |
| Howard McNear      | Meneer Wilson    |

## Ontvangst
Recensent van Het Vrije Volk noemde het een "best aardige komedie", die niet "de hele tijd te gillen van de pret" is, "maar vervelen doet men zich niet bij dit zo typisch Amerikaans product, ook al niet, omdat James en Lee leuk acteren en regisseur Arthur Hiller er genoeg vaart achter zette." Criticus van De Waarheid noemde de film een "kleurig, druk en amusant blijspelletje"  en schreef over een "vrij ingewikkeld, maar humoristisch gebracht verhaal".